# Lũ tích
Trong Địa chất học lũ tích hay diluvi là những trầm tích địa chất và đất 
hình thành do các hoạt động giống như nước lũ cuốn trôi vật liệu đến và tích tụ lai ở vị trí đó.
Các vật liệu có nguồn gốc từ phong hóa ở các vị trí có độ cao cao hơn. Khi có dòng nước lũ thì vật liệu di chuyển có kích từ nhỏ vụn đến cỡ lớn như cuội và tảng lăn. Tại nơi thủy lực giảm thì các vật liệu đủ nặng sẽ đọng lại. Những tích tụ như vậy nói chung không xa nguồn vật liệu. Dịch chuyển xa hàng trăm km ít gặp, nhưng vẫn quan sát thấy như ở tầng chứa cuội Neogen - Đệ Tứ ở dọc sông Hồng.

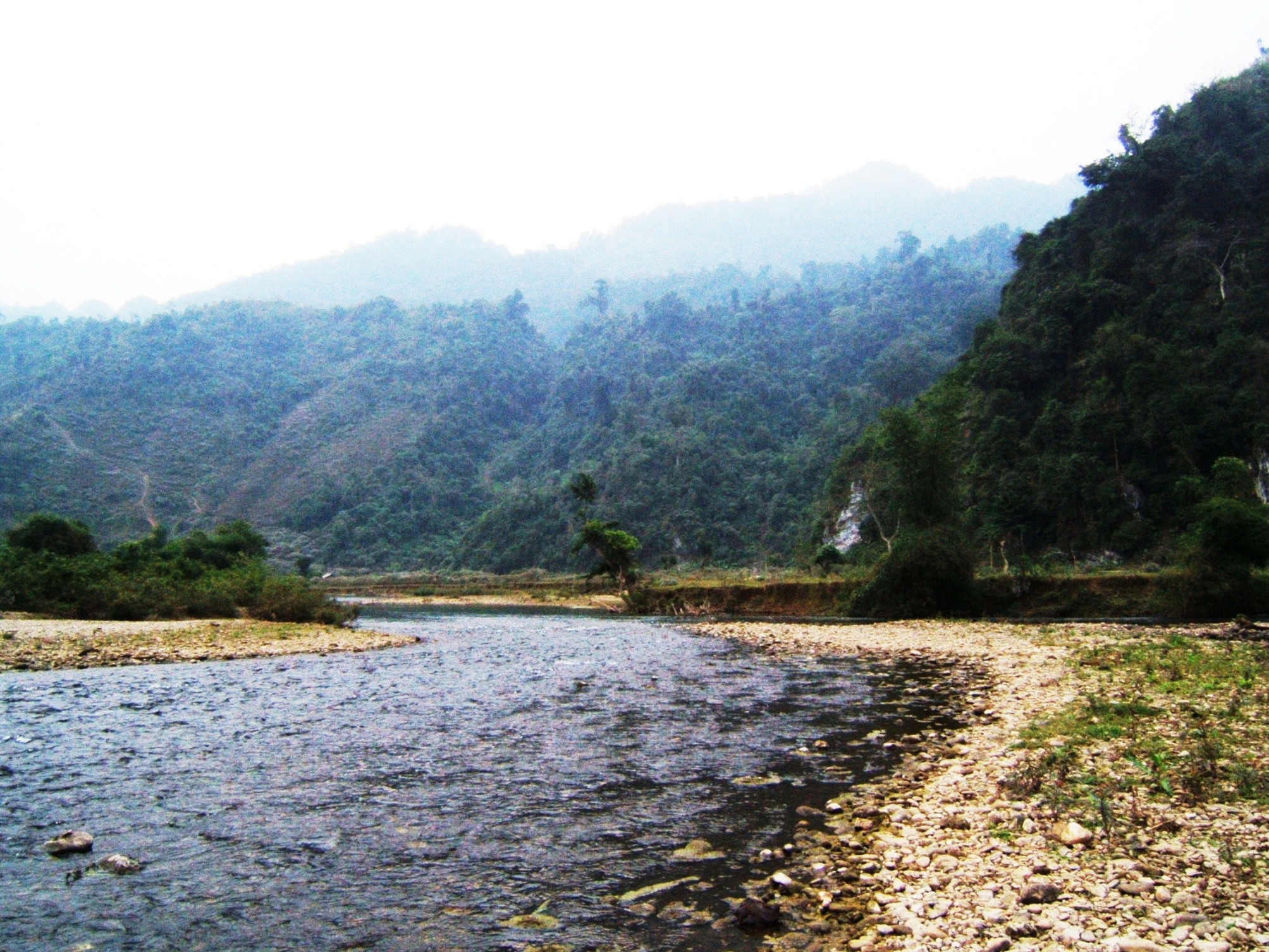
Lũ tích ở dòng Nậm Mạ tại bản Nà Sài xã Minh Ngọc, Hà Giang
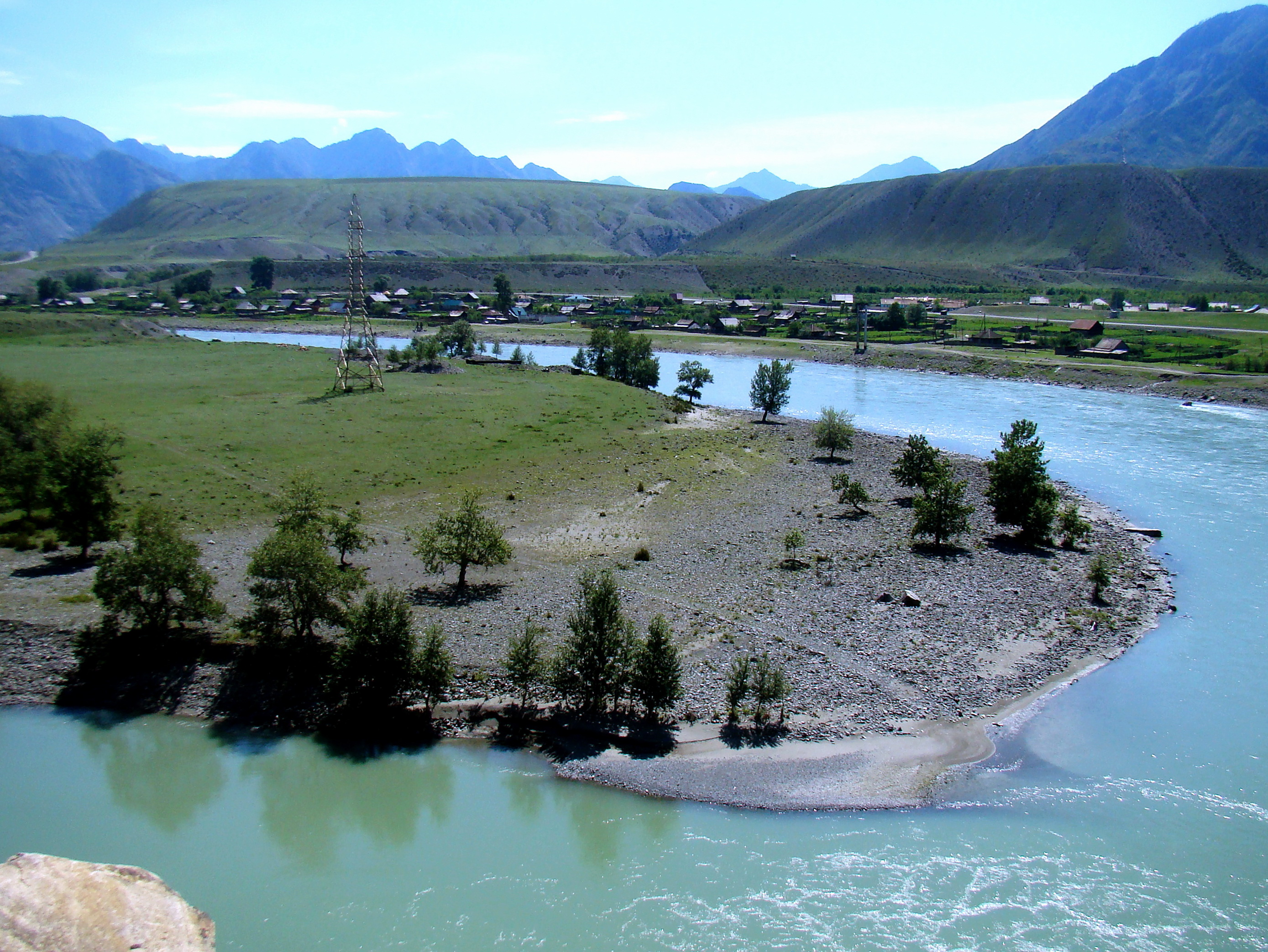
Vành diluvial ở sông Katun miền Trung Altay, năm 2011.
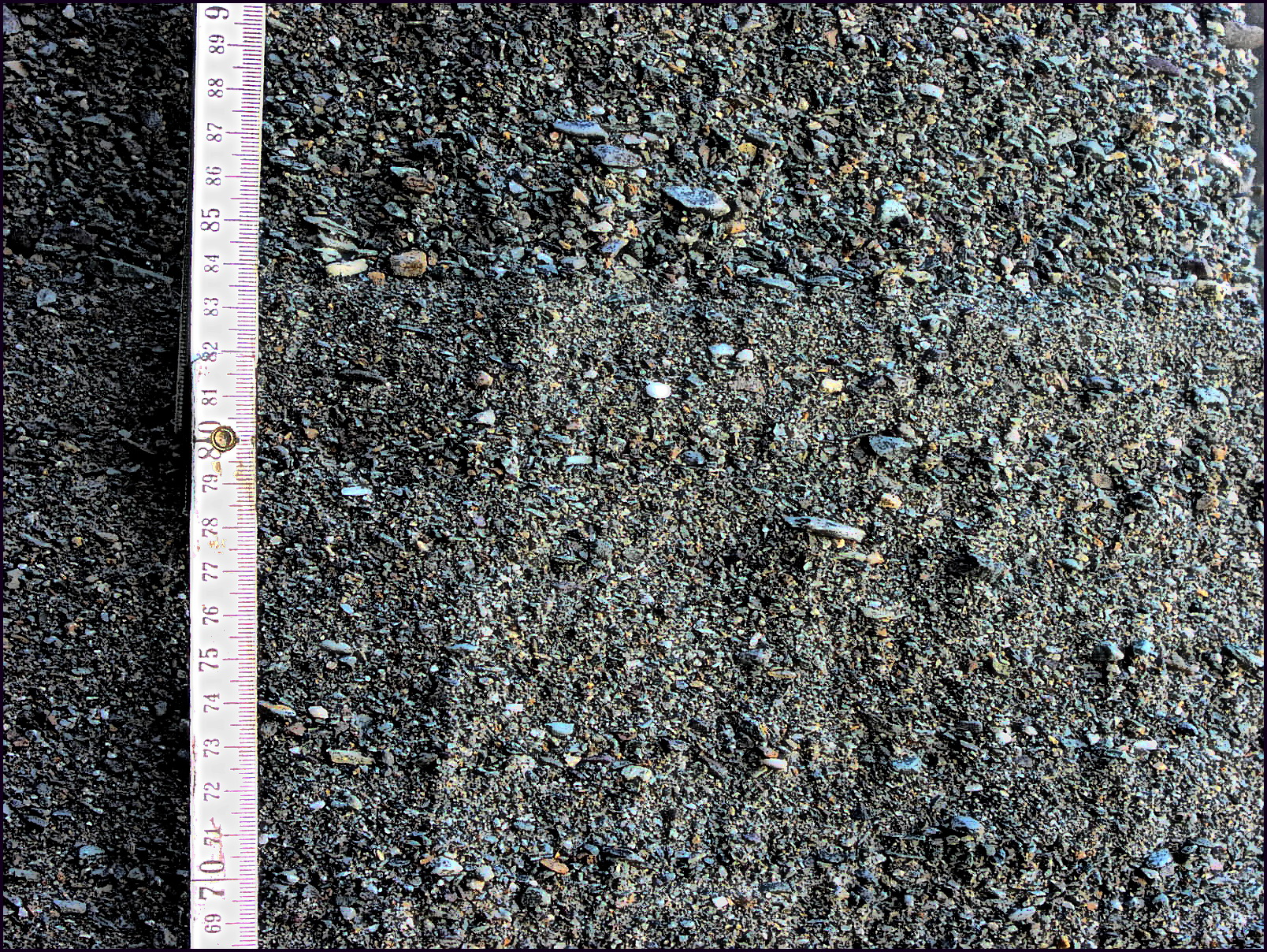
Bãi lũ tích sỏi cát

Lũ tích trái ngược với phù sa (aluvi) là trầm tích hình thành bởi lắng đọng vật liệu mịn hoặc tan trong nước ở các dòng nước chảy chậm và ổn định.

## Tên gọi
Năm 1823 nhà địa chất Anh William Buckland (1784–1856) đưa ra thuật ngữ "delluvium", nghĩa chữ Latin là rửa trôi, để chỉ trầm tích Đệ tứ. Sau đó, nó được sử dụng để chỉ các trầm tích sông băng Pleistocene..
Về sau phần lớn các nước không dùng thuật ngữ này, mà chuyển sang dùng "Diluvium", nghĩa chữ Latin là lũ lụt.
Tại Việt Nam một số giáo trình dùng deluvi để chỉ sườn tích .